# Thomas Fothen
Thomas Fothen, född 6 april 1983 i Kaarst, är en professionell tysk tävlingscyklist som tävlar för Team NSP.
Thomas Fothen blev professionell med det tyska stallet Gerolsteiner under säsongen 2006, där även hans äldre bror Markus Fothen tävlade. Tidigare hade han gjort sin debut för det mindre tyska stallet Sparkasse under 2005. När huvudsponsorn mineralvattentillverkaren Gerolsteiner Brunnen valde att sluta sponsra stallet efter säsongen 2008 fick cyklisterna i stallet börja leta efter en ny arbetsgivare, då det inte var säkert att stallet skulle kunna fortsätta. Thomas Fothen blev kontrakterad av Team Milram från och med säsongen 2009. Även brodern Markus Fothen fortsatte sin karriär i Team Milram.
Thomas Fothen slutade fyra på etapp 18 av Giro d’Italia 2007 efter Alessandro Petacchi, Ariel Maximiliano Richeze och Matti Breschel. Han slutade också fyra på etapp 3 under Giro d'Italia 2008 efter Daniele Bennati, Erik Zabel och Danilo Hondo.
Under säsongen 2009 slutade Fothen trea på etapp 3 av Sachsen-Tour International um den Sparkassen-Cup bakom Patrik Sinkewitz och Maarten Tjallingii.

## Meriter
2001
1:a, Nationsmästerskapen - linjelopp (junior)
2002
1:a, Nationsmästerskapen - lagförföljelse (med Jens Lehmann, Sebastian Siedler, Moritz Veit)
2007
4:a, etapp 18, Giro d'Italia 2007
9:a, etapp 21 Giro d'Italia
2008
4:a, etapp 3, Giro d'Italia 2008
2009
3:a, etapp 3, Sachsen-Tour International um den Sparkassen-Cup

## Stall
- 2005 Sparkasse
- 2006–2008 Gerolsteiner
- 2009-2010 Team Milram
- 2011- Team NSP